# Mausdorf (Hahnbach)
Mausdorf ist ein Dorf und Gemeindeteil der Gemeinde Hahnbach im Landkreis Amberg-Sulzbach in der Oberpfalz in Bayern.

## Herkunft des Namens
Mausdorf wurde 1138 erstmals als „Malistdorf“ erwähnt. Im 16. Jahrhundert wurde daraus „Malsdorf“ und schließlich in der zweiten Hälfte des 18. Jahrhunderts Mausdorf. Der Ortsname gehört zu den Mischnamen, die aus einem deutschen Grundwort, hier -dorf, und einem fremdsprachlichen Bestimmungswort bestehen. Bei dem fremdsprachlichen Bestimmungswort handelt es sich um den slawischen Personennamen Mališa. Das slawische š wurde im Deutschen als s übernommen.

## Geschichte
1138 schenkte Bischof Otto von Bamberg dem Kloster Prüfening das Dorf Malistorf, das dem Ministerialen Otto gehörte.